# Bhaktivedanta Book Trust
Бхактиведанта Бук Траст (Би-би-ти) (англ. Bhaktivedanta Book Trust) — Траст управляющий авторскими правами всех текстов (книг, журналов, рукописей) изданных Бхактиведантой Свами Прабхупа̄дой. Все публикации «Бхактиведанта Бук Траст» посвящены гаудия-вайшнавской традиции.

## История создания
Бхактиведанта Бук Траст (Би-би-ти) (англ. Bhaktivedanta Book Trust) создан в 1972 году Бхактиведантой Свами Прабхупа̄дой, как инструмент, для управления авторскими правами, всех текстов издаваемых Ш́рӣлой Прабхупа̄дой.
Основные функции ББТ, согласно Трастовому договору подписанному А. Ч. Бхактиведантой Свами 29 мая 1972 года и зарегистрированного у Секретаря Округа Лос Анжелес, это руководство всей деятельностью по публикации, тиражированию и распространению книг переданных на хранение в Траст, и распределение средств фонда недвижимого имущества ИСККОН.
Бхактиведанта Бук Траст является единственным обладателем авторских прав на все книги, написанные Ш́рӣлой Прабхупа̄дой (согласно Трастовому договору). Поскольку «Бхактиведанта Бук Траст» является безотзывным, поэтому пока существует ТРАСТ (существуют законно назначенные Попечители), действия международных законов о передачи авторских прав по истечению 40 лет, родственникам автора или в публичное пользование не распространяется. «Безотзывный Траст» имеет силу посмертного завещания, которое невозможно отменить и изменить. Cогласно Трастовому договору, в случае прекращения существования этого Траста, авторские права передаются только единственному бенефициару, первоначальной корпорации ИСККОН, зарегистрированной в 1966 году в Нью-Йорке.
Согласно международному праву Траст не является юридическим лицом, а является особой формой управления активами или соглашением, в частности, «Бхактиведанта Бук Траст» управляет активами через соглашение между учредителем Траста, Бхактиведантой Свами Прабхупа̄дой, бенефициарием (выгодополучателем), ИСККОН, созданным в 1966 году в Нью-Йорке и доверительными управляющими (Попечителями) .

## Учредитель траста
Единственный учредитель траста, согласно Трастовому договору, это Бхактиведанта Свами Прабхупа̄да. Являясь единственным учредителем, одновременно являлся старшим Попечителем созданного им Траста.
Основатель-А̄ча̄рья Международного общества сознания Кришны, зарегистрированного в 1966 году в Нью-Йорке является автором многочисленных книг по духовной тематике, а также переводчиком с санскрита и бенгали, таких книг, как: «Бхагавад-гӣта̄», «Ш́рӣмад-Бха̄гаватам», «Ш́рӣ Чайтанья-чарита̄мр̣ита», «Ш́рӣ Ӣш́опанишад», «Бхакти-раса̄мр̣ита-синдху», «Ш́рӣ Упадеш́а̄мир̣та».
- Авторские права на написанную литературу Бхактиведантой Свами Прабхупа̄дой являются собственностью и активом Траста (согласно Трастовому договору)[5].

## Попечители

### Процедура назначения Попечителей
Попечители, которые указаны в Трастовом соглашении назначаются пожизненно. В случае смерти или недееспособности кого-либо из указанных Попечителей, по какой бы то не было причине, оставшийся Попечитель (или несколько Попечителей), могут назначать Попечителя или Попечителей-преемников с тем условием, что в Трасте одновременно будут действовать не более (5) Попечителей.
Доверительные управляющие:
- А. Ч. Бхактиведанта Свами Прабхупāда[11]
- Карандхар даса Адхикари[11] (Попечительство аннулировано 15 сентября 1974)[24]
- Бали Мардан даса Брахмачари[11]
- Хансадутта дас Адхикари[25][12]
- Абхиманью дас[12]

## Бенефициар
ИСККОН (Религиозная корпорация «Международное общество сознания Кришны»), зарегистрированный в Нью-Йорке в 1966 году, юридически, является единственным бенефициаром прописанным в Трастовом договоре.

## Активы Траста
- Бхагавад-гӣта̄ Как Она Есть
- Ш́рӣмад-Бха̄гаватам
- Ш́рӣ Чайтанья-чарита̄мр̣ита
- Журнал «Обратно к Богу»
- КР̣ШН̣А, Величайшая Персональность Бога
- Учения Господа Чайтаньи
- Нектар Бхакти(Бхакти-раса̄мр̣ита-синдху)
- Ш́рӣ Ӣш́опанишад
- Лёгкое Путешествие к Другим Планетам
- Сознание кр̣шн̣ы: Высшая Система Йоги
- За гранью Рождения и Смерти
- Совершенство Йоги
- Нектар Наставлений(Ш́рӣ Упадеш́а̄мир̣та)
- Учения Господа Капилы
- Сознание Кр̣шн̣ы, Непревзойденный дар
- На Пути к КР̣ШН̣Е
- Трансцендентальное Учение Прахла̄ды Махара̄джа̄
- Господь Чайтанья в пяти ипостасях
- Ра̄джа-Видья̄ царь знания
- Возвышение к Сознанию Кр̣ишн̣ы
- КР̣ШН̣А, Резервуар Наслаждения